# Hydroptila laloka
Hydroptila laloka är en nattsländeart som beskrevs av Wells 1991. Hydroptila laloka ingår i släktet Hydroptila och familjen smånattsländor. Inga underarter finns listade i Catalogue of Life.